# Droespolder
De Droespolder is een polder en een voormalig waterschap in de Nederlandse provincie Zuid-Holland, in de gemeente Rozenburg. De polder en de bedijking zijn overgegaan op het waterschap De Brielse Dijkring en de gemeente Rozenburg.